# Радоє Доманович
Ра́доє До́манович (серб. Радоје Домановић, англ. Radoje Domanović), 1873–1908 — сербський письменник-сатирик.
У списку «100 найзнаменитіших сербів» Радоє Доманович займає 78 місце.

## Життя і творчість
Творчість видатного сербського письменника-сатирика Радоє Домановича припадає на 1893—1908 роки, що були особливо важкими в історії Сербії. Країною правив бездарний, честолюбний король Олександр 0бренович. У 1893 році, внаслідок державного перевороту, він захопив владу і запровадив у Сербії абсолютистський поліцейсько-бюрократичний режим. Маскуючись гаслом «приборкання пристрастей, остудження гарячих голів та забезпечення порядку й законності», Олександр повів політику жорстоких репресій, кілька разів міняв конституцію, припиняв її чинність, урізуючи й без того куці демократичні свободи.
Народився Радоє Доманович 16 лютого 1873 року в селі Овсиште, Крагуєвацького повіту, в сім'ї вчителя. Мати його походила з родини, яка брала активну участь в антитурецькій визвольній боротьбі. З дитячих років захоплюється майбутній письменник героїчним минулим сербського народу; саме в цей час формується в нього поняття честі й гідності людської, виробляється позитивний суспільний ідеал.
Закінчивши початкову школу, а потім — гімназію, Доманович вступає на філософський факультет Белградського університету. Тут він знайомиться з активною молоддю й поступово приходить до переконання, що існуючий суспільний лад в основі своїй реакційний, який не може дати народові бажаної свободи.
У 1894 році, після закінчення університету, Доманович працює вчителем сербської мови в гімназіях Враньє, Пирота, Лесковаца. Але його вчителювання тривало недовго — у 1898 році за критику уряду на з'їзді вчительського товариства Домановича разом з дружиною, теж учителькою, звільняють з державної посади. Він переїжджає до Белграда, де знайомиться з відомими літераторами того часу — Милованом Глишичем, Стеваном Сремацем, Браніславом Нушичем та іншими.
Писати Доманович почав рано, ще в 1893 році. Перші його твори —оповідання про сільське життя, сентиментальні оповідання. Ідеалізованій картині села він протиставляє провінційне місто, відстале, поринуле в свої дріб'язкові клопоти й конфлікти, які в письменника нерідко викликають сміх. Найкращим з-поміж цих творів є, безперечно, сповнене гумору оповідання «Театр у провінції» (1898), у якому Доманович, як свідчать його біографи, великою мірою відобразив і власний життєвий досвід.
У Белграді Доманович починає співпрацювати з низкою газет та журналів, активно включається в боротьбу проти антинародного режиму в країні. В цей період творчість Домановича стає більш гострою. Продовживши і розвинувши традиції сербських письменників-сатириків, він пише твори переважно суспільно-політичного змісту, у яких нещадно викриває та висміює свавілля й тупість королівської влади, безпринципність політиків, показує абсурдність поліцейсько-бюрократичної системи, таврує підлабузництво й сліпу покору обивателів. Якщо в першому такому творі — оповіданні «Не можу слухатися» (1898) — письменник, змальовуючи військовий бюрократизм, зачіпає лише деякі явища тогочасного суспільного життя, то вже в наступній сатирі «Скасування пристрастей» (1898) він спрямовує свій удар у самі основи абсолютистського деспотичного режиму. У «Таврі» (1899), а пізніше в «Роздумах звичайного сербського вола» (1902) Доманович, хоча й не прямо, закликає не миритися з усім, що принижує людську гідність, чинити активний опір ненависному режимові.
Широку картину політичного життя Сербії кінця XIX — перших років XX століття Доманович дав у «Страдії» (1902) — своєму найвизначнішому сатиричному творі. Тут диктаторський режим Обреновича показано в усій його безглуздості й потворності, в усій облудності й жорстокості від найвищих до найнижчих його ланок. Письменник переконливо доводить, що існуючий суспільний лад завів країну у безвихідь.
Цю сумну картину вдало доповнює оповідання «Мертве море» (1902), у якому Доманович розкрив згубний вплив поліцейсько-бюрократичної системи на духовне життя народу.
У травні 1903 року режим короля Олександра Обреновича було повалено, до влади прийшли радикали. Але Доманович зневірився у тій політиці, яку вони проводили. Останній період його творчості — це період наполегливих шукань.
Помер Радоє Доманович 17 серпня 1908 року, проживши всього тридцять п'ять з половиною років.

## Українські переклади
- Страдія. Подарунок королю ; пер. Сидір Сакидон, Іван Ющук. — К. : Дніпро, 1978. — 288 с. — (Зарубіжна сатира і гумор. Вип. 10).